# Cave coopérative de Tavel
La cave coopérative de Tavel est une cave coopérative de vinification située à Tavel et faisant l’objet d’une inscription au titre des monuments historiques en 2013.

## Description